# Kouzelník Mařenka
Kouzelník Mařenka je československý animovaný televizní seriál z roku 1982 vysílaný v rámci Večerníčku. Poprvé byl uveden v květnu téhož roku. Seriál namluvila Jiřina Bohdalová. Bylo natočeno celkem 7 epizod, ty byly v délce 7 minut.

## Seznam dílů
1. Jak František probudil Mařenku
2. Jak se Mařenka ztratila a zase našla
3. Jak se Mařenka dobře vyspala
4. Jak Mařenka čekala na Františka, až půjde ze školy
5. Jak jeli do města
6. O dvou čelech a jak hrál strom
7. Jak se František vrátil domů